# Addedomarus

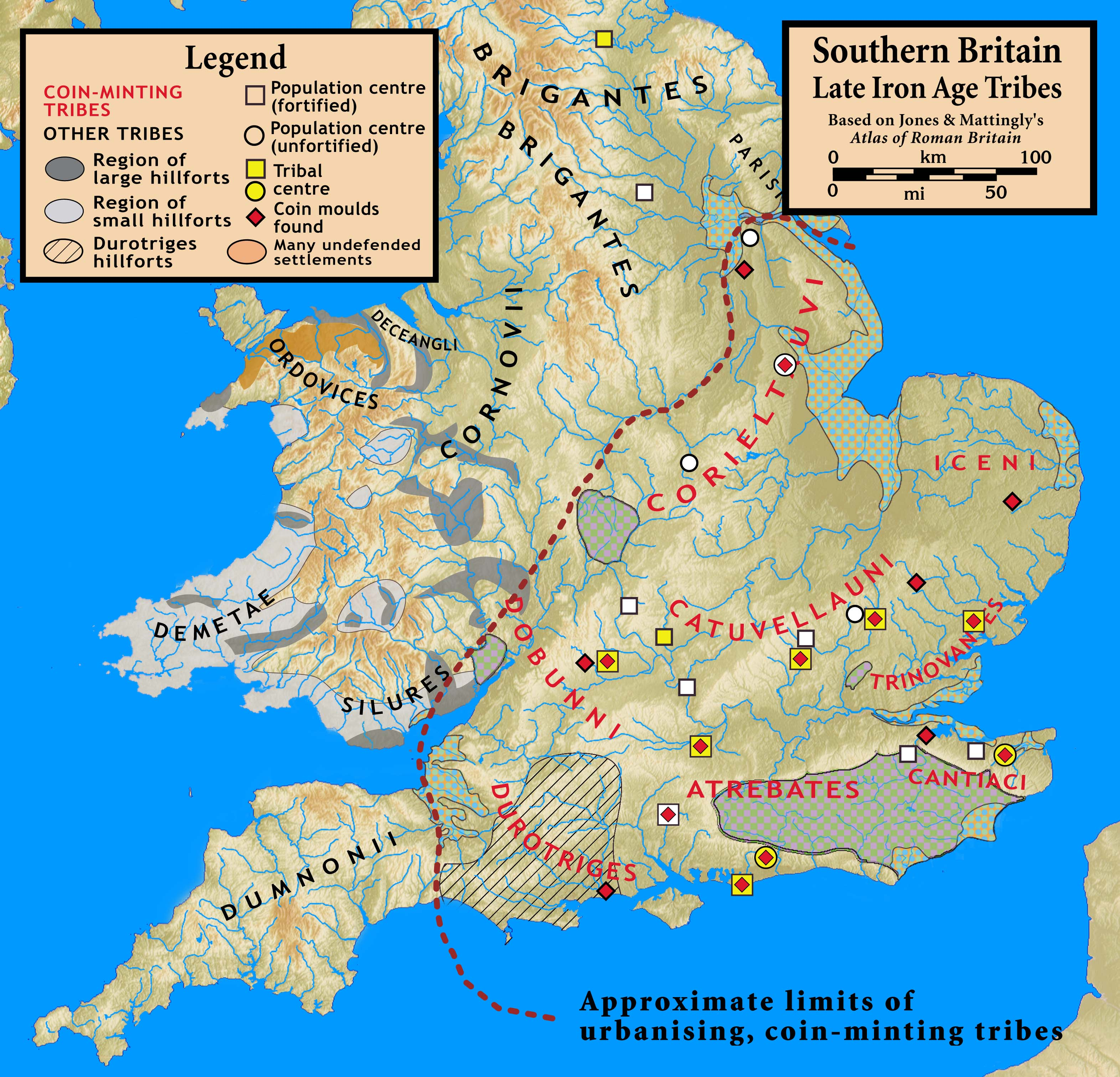
Die Trinovanten lebten nördlich der Themse-Mündung

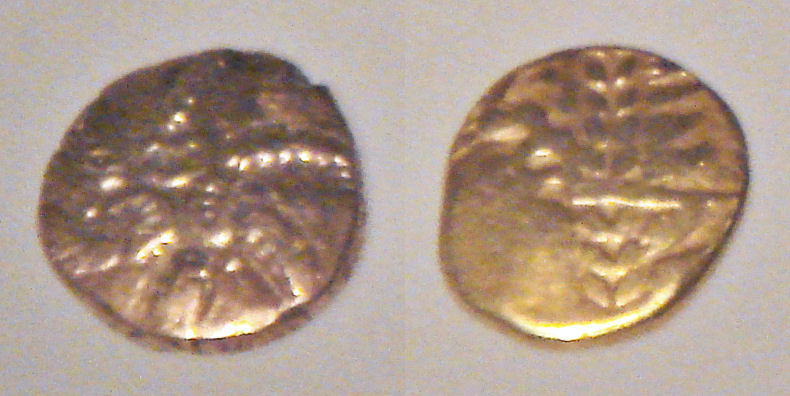
Goldmünzen des Addedomarus

Addedomarus war ein Fürst oder König der Trinovanten, eines Stammes der Kelten in Britannien, zum Ende des 1. Jahrhunderts v. Chr. Historisch ist er lediglich durch Münzlegenden belegt.
Addedomarus war der erste britische Fürst oder König, der nördlich der Themse eigene, beschriftete Münzen ab circa 30 v. Chr. prägen ließ. Das Stammesgebiet der Trinovanten umfasste die heutigen englischen Grafschaften Essex und südliches Suffolk. Um 25 v. Chr. verlegte er die Hauptstadt des Stammes von Braughing in Hertfordshire nach Camulodunum (Colchester) in Essex. Nach den Münz-Seriationen wird seine Regierungszeit bis 15 v. Chr. mit seinem mutmaßlichen Tod datiert, wobei diese Datierungen in der Forschung divergieren und Näherungswerten entsprechen. Um 10 v. Chr. besiegte wahrscheinlich der König der Catuvellaunen, Tasciovanus, die Trinovanten, da dieser zu dieser Zeit Münzen in Camulodunum prägte. Vielleicht auf römischen Druck musste er bald wieder abziehen und etwa um 5 v. Chr. folgte Addedomarus’ Sohn Dubnovellaunus nach, doch bald darauf wurde das Reich der Trinovanten entweder von Tasciovanus oder seinem Sohn Cunobelinus endgültig erobert. Der Tumulus von Lexden wird von einem Teil der britischen Forschung als mutmaßlicher Grabhügel für Addedomarus betrachtet.

## Name
Die Münzlegenden zeigen die Formen AÐÐOMAROS, ADDEDOMAROS, ADDIIOM, AθθIIDO(M) und werden auf die Bildung *Ad-sedo-marus rekonstruiert. Diese sind gut belegt durch analoge, kontinentale Belege wie durch die Formen  Addedomari,  Assedomaros, Assedo, Asesdo. Für die zweigliedrige Komposition aus addedo- und -mari wird für das erste, bestimmende Glied (ad)-sed-o- angesetzt, -sed = „sitzen, Sitz“, welches das Spektrum von „Standfestigkeit“, „feststehend“ und sowohl – gemäß keltischer Namengebung der Determinativkomposita – über die Charaktereigenschaft einer Person aussagt als auch über die physische Eigenschaft als Kämpfer mit dem Speer oder als Kampfwagenführer. Das zweite Glied mit dem Grundwort -maro bedeutet „groß“. Daher deutete Alfred Holder den Namen als „der einen großen Speer hat“. David Ellis Evans ging von einem beschreibenden, sprechenden Namen aus mit der Bedeutung „der mit großer Standhaftigkeit“. Die gegenwärtige Forschung, vertreten durch Xavier Delamarre und John T. Koch, ausgehend von Joseph Vendryes, deutet den Namen als „großer Wagenkämpfer, Wagenlenker“.